# St. Martin (Untererthal)

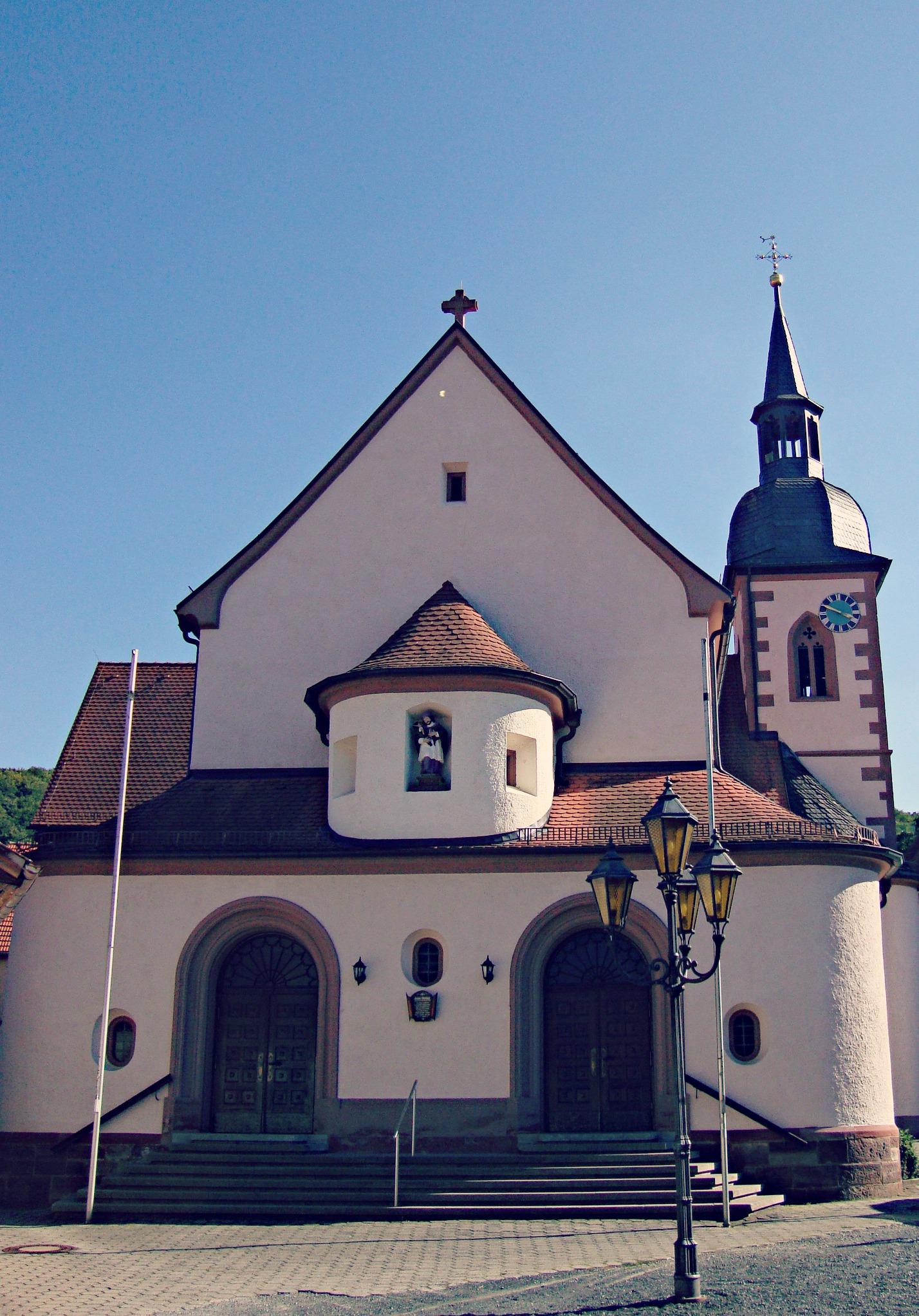
Die St.-Martin-Kirche von Untererthal.

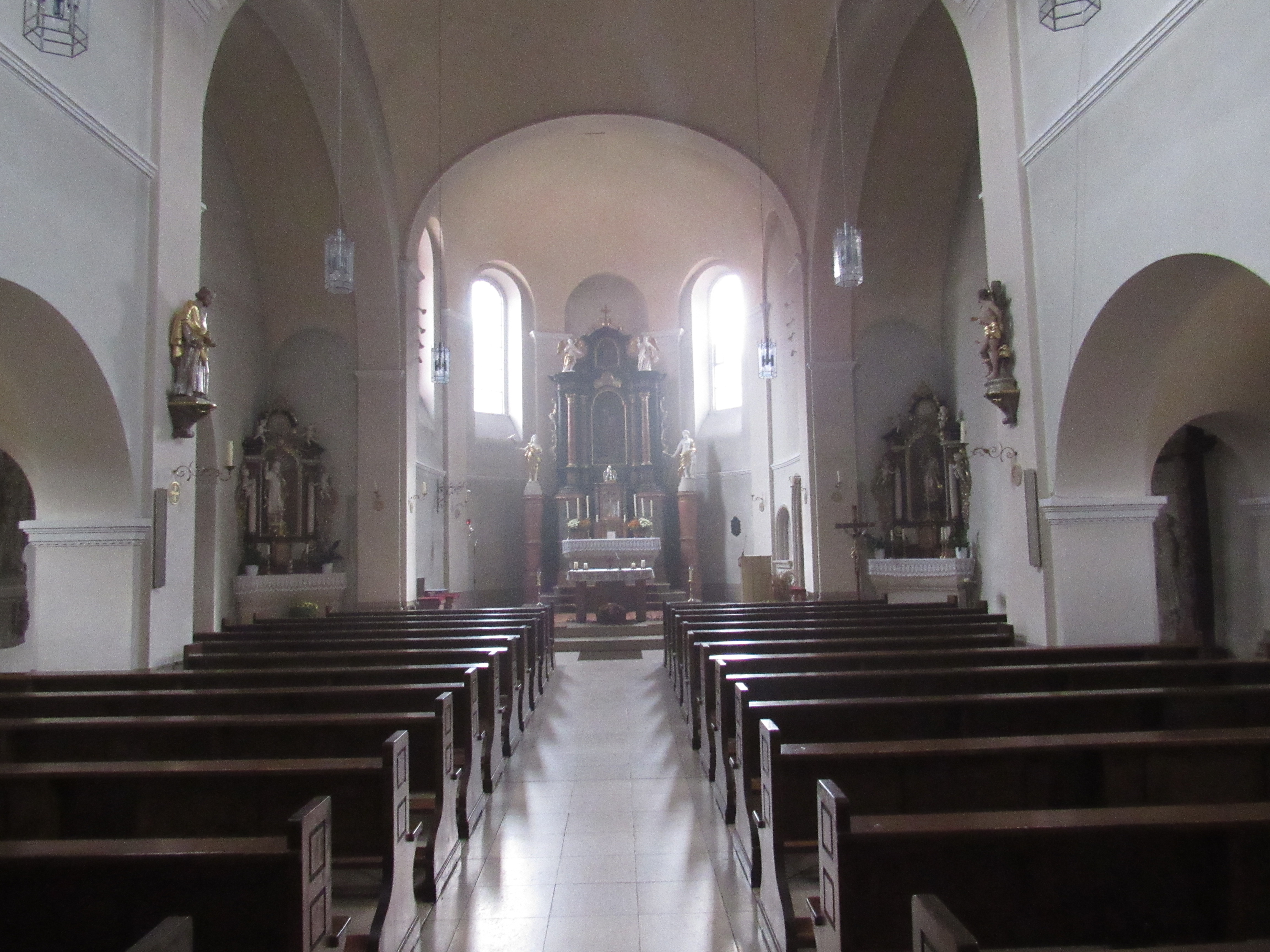
Innenraum der Kirche

Die römisch-katholische Kirche St. Martin befindet sich in Untererthal, einem Ortsteil von Hammelburg, einer Kleinstadt im unterfränkischen Landkreis Bad Kissingen, und ist dem hl. Martin von Tours geweiht.
Die Kirche gehört zu den Hammelburger Baudenkmälern und ist unter der Nummer D-6-72-127-206 in der Bayerischen Denkmalliste registriert.

## Geschichte

### Vorgängerbau
Es ist nicht gesichert, ob es in Untererthal, ebenso wie in den Orten der Umgebung, um 800 bereits einen Kirchenbau gab; entsprechende Nachweise fehlen. Doch lässt das Patrozinium der Untererthaler Kirche die Existenz einer Kirche zu dieser Zeit vermuten.
Die erste nachweisbare Kirche des Ortes entstand Ende des 11. Jahrhunderts. Sie geht auf die Herren von Erthal zurück, die sie als Grabkapelle und Gebetsstätte für ihre Grundholden erbauen ließen. Unter Georg Dietrich von Erthal erfolgten um 1590 umfangreiche Umbaumaßnahmen an Chor, Langhaus und Kirchturm.
Von der im romanischen Stil erbauten Kirche existieren noch verschiedene Bauteile.

### HeutigeSt.-Martins-Kirche
Die wachsende Zahl von Gläubigen im 19. Jahrhundert machte den Bau einer neuen Kirche erforderlich. Zu diesem Zweck entstand im Jahr 1891 unter Pfarrer Roether der Kirchenbauverein Untererthal, dessen Kapital zunächst Wertbeeinträchtigungen durch den Ersten Weltkrieg und die Inflation erfuhr.
Im Jahr 1926 konnte unter Roethers Nachfolger Johann Nepomuk Dolbatsch schließlich der Bau der neuen Kirche beginnen; die Grundsteinlegung erfolgte am 30. Mai dieses Jahres. Die Kirche wurde auf dem Grund des Vorgängerbaus errichtet, wobei Chor und Turm der alten Kirche übernommen wurden. Die Einweihung erfolgte am 5. Mai 1929 durch den Würzburger Bischof Matthias Ehrenfried.

## Geläut
Es enthält drei alte und wertvolle Glocken. Im Jahr 1955 wurde es um eine vierte Glocke zu einem "Salve Regina"-Motiv erweitert.
| Nr. | Schlagton | Name           | Gewicht | Gussjahr |
| --- | --------- | -------------- | ------- | -------- |
| 1   | f′        | "Große Glocke" | 776 kg  | 1495     |
| 2   | a′        | St. Martin     | -       | 1955     |
| 3   | c″        | St. Katharina  | 310 kg  | 1610     |
| 4   | d″        | "Klenkglöckle" | 120 kg  | 1599     |

"Klenkglöckle" bedeutet, die Glocke schlug früher nicht gleichmäßig an, sie "klenkte".